# Francisco de Melo (bisbe)
Don Francisco de Melo (Lisboa, 1485 - Evora, 27 d'abril de 1536) va ser un matemàtic, físic i bisbe portuguès. Va estudiar matemàtica a França i va traduir del grec l'obra De incidentibus in humidis (dels flotants), d'Arquimedes, a més de compondre comentaris en llatí sobre les doctrines d'òptica atribuïdes l'Euclides. No obstant això, aquesta obra no va arribar als nostres dies. Va ser el primer bisbe de Goa electe, però no va arribar a conèixer la diòcesi, ja que va morir poc abans de l'embarcament cap a l'Índia, encara a Lisboa, als 51 anys.